# Iñakuyu

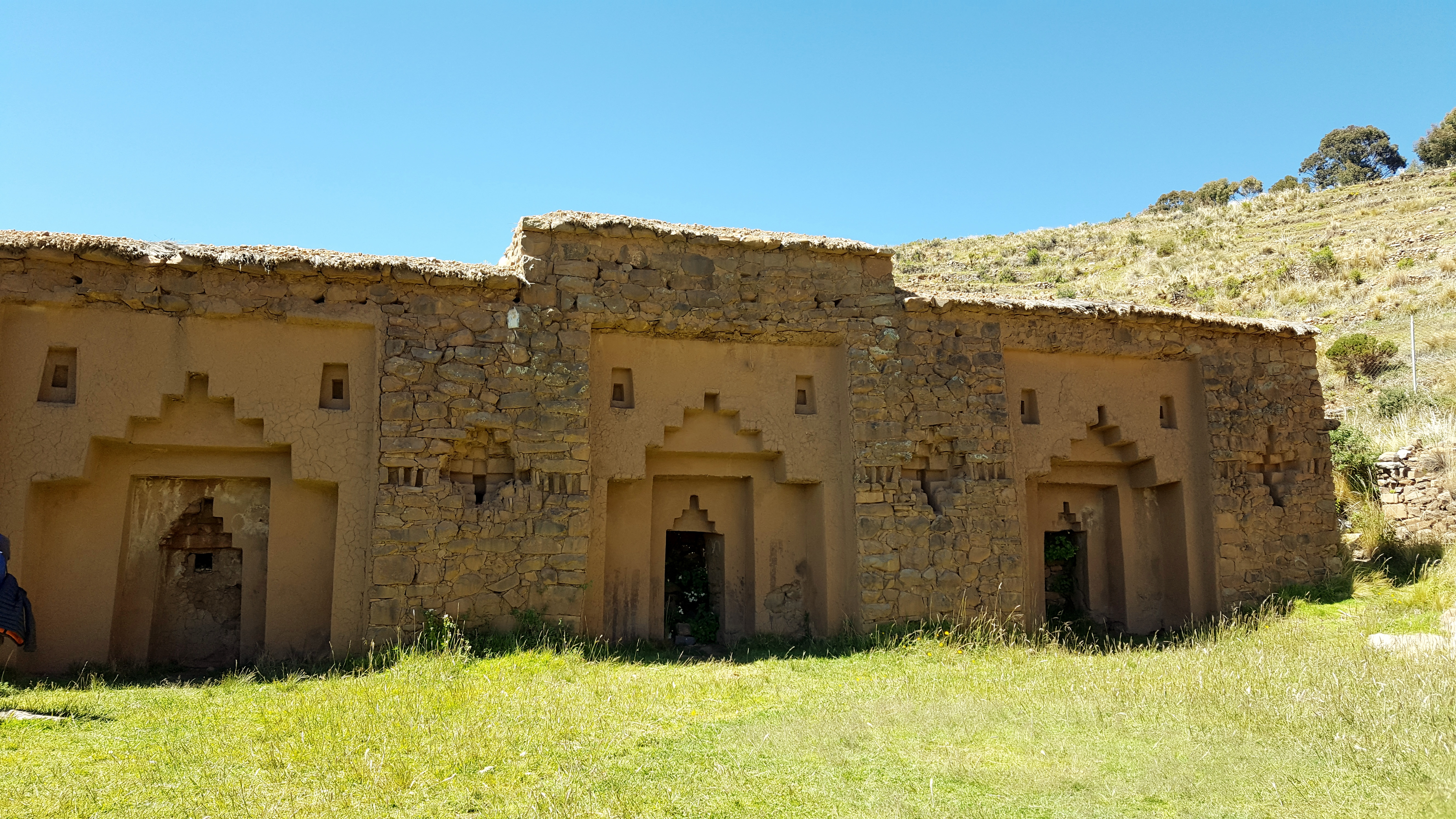
Un front del conjunt d'Iñakuyu

Iñakuyu, Iñak uyu o Iñak uyo és el nom d'un conjunt arqueològic situat a l'illa Koati de Bolívia, també coneguda com l'«Illa de la Lluna», al costat bolivià del llac Titicaca. És a la província de Manco Kapac en el departament de La Paz a l'oest de l'estat.

## Història
Aquest jaciment arqueològic està relacionat amb un temple inca dedicat a Mama Quilla i un acllahuasi (residència de dones escollides), per la qual cosa el lloc també és denominat «Palau de les verges» o «Casa de les joves escollides». Aquest lloc era un dels principals temples dedicats a la lluna i ací els inques realitzaven una cerimònia denominada «coya raymi».

## Característiques arquitectòniques

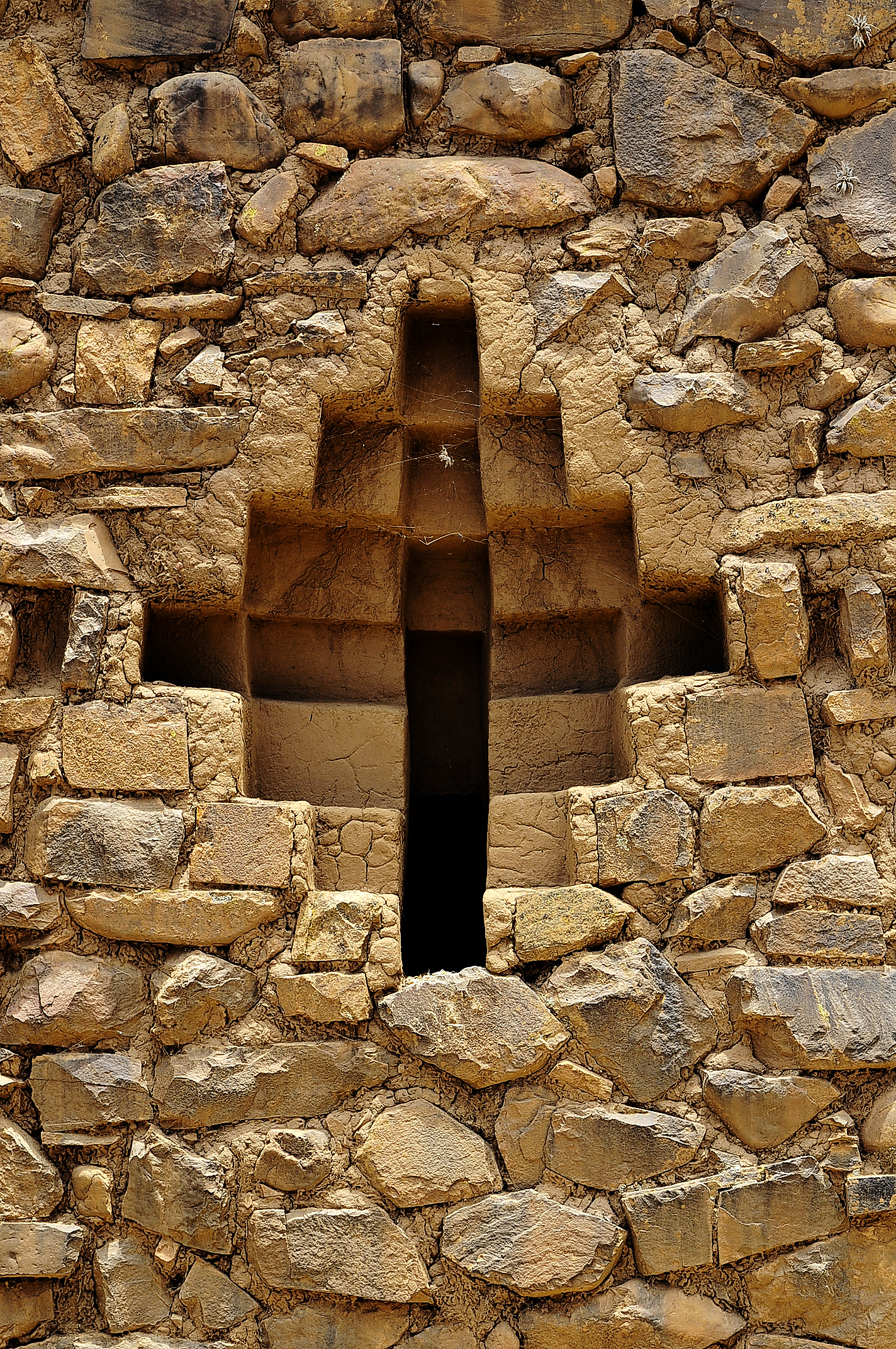
Detall d'una finestra

El recinte, que en el passat incloïa dues plantes, presenta actualment 35 habitacions amb parets de pedra unides amb fang; els sostres són fets amb la tècnica de la falsa volta. Aquest lloc es troba sobre una terrassa a la meitat d'una costa; l'estructura cerimonial té una esplanada de 55 m de llarg i 24 d'ample; el frontis està decorat amb símbols esglaonats i nínxols trapezoïdals tant de pedra com de tova. Quasi tota l'estructura és feta amb pedres sense llaurar, tret d'una habitació que està revestida amb pedres finament treballades.